# Velimir Piletić
Velimir - Velja Piletić  (Beograd, 2. svibnja 1906. – Pariz, 23. srpnja 1972.), istaknuti četnički časnik Draže Mihailovića. Bio je u činu majora (hrv. bojnika) generalštabni (glavnog stožera) vojske Kraljevine Jugoslavije. Tijekom Drugoga svjetskog rata bio je zapovjednikom Istočne Srbije, pa zatim zapovjednik Krajinskog korpusa Jugoslovenske kraljevske vojske u Otadžbini. Sredinom 1942. godine proglašen je za vojvodu krajinskog (Timočka krajina). Jedan je od rijetkih visokih četničkih časnika iz Srbije koji je preživio rat. Poslije rata, važio je za istaknutog političkog emigranta.

## Životopis
Piletići su poznata obitelj iz Crne Gore iz bratstva Pipera. Jole Piletić bio je serdar i vojvoda, poglavar i vođa piperskog plemena. Serdar Jole Piletić došao je u sukob prvo s okolinom kneza Nikole, pa zatim i sa samim knezom. Optužen je da rovari protiv kneza Nikole i da radi za Srbiju. Tiranski režim kneza Nikole vršio je veliki pritisak na serdara Jolu Piletića. Serdar se uvrijedio i odlučio je odseliti u Srbiju. Godine 1879. serdar Jole pošao je ka Srbiji sa šest najbližih obitelji, ukupno pedeset i šest članova obitelji, među kojima je bio i Janko, otac Velimira Piletića. Stigli su u Kruševac 19. listopada 1879. godine. Piletići serdara Jole nastanili su se po raznim mjestima u Srbiji.
Velimir Piletić rodio se u Beogradu, od oca Janka, šefa porezne uprave, i majke Živke, djevojačkog prezimena Lukić, učiteljice, koja je poslije udaje napustila zanimanje i postala domaćica. Velimir je upisao Nižu školu Vojne akademije, koju je s uspjehom završio s 50. klasom i promaknut je u čin potporučnika. Poručnik Velimir Piletić se oženio s Oliverom Nenadović, kćeri Jakova Nenadovića, inspektora MUP-a, iz obitelji Nenadovića i Anđelije Petrović Njegoš. Olivera je odrasla na talijanskome kraljevskom dvoru dinastije Savoja gdje joj je tetka Jelena i kći kralja Nikole bila kraljica Italije. Velimir je zatim završio Višu školu Vojne akademije i glavnostožersku pripremu. Pred rat, major (bojnik) glavnog stožera Piletić bio je na položaju pomoćnika načelnika stožera Dunavske divizijske oblasti.

## Travanjski rat
Početkom travnja 1941. godine major glavnog (bojnik) stožera Piletić postavljen je za Načelnika stožera Dunavske divizijske oblasti. Ova je divizijska oblast tada obuhvaćala prijestolnicu Beograd te dijelove Banata i Srijema. Zapovjednik Beograda bio je armijski general Vojislav Nikolajević. Od postrojba imao je na raspologanju: Srijemsku operativnu diviziju pod zapovjedništvom generala Jovana Antića i Dunavsku oblasnu diviziju pod zapovjedništvom generala Stevana Miletića. Njemačka je napala Kraljevinu Jugoslaviju bez objave rata 6. travnja 1941. godine višekratno bombardirajući Beograd. Zatim su nastupile njihove munjevite motorizirane invazijske snage iz gotovo svih susjednih država. Zapovjednik obrane Beograda, armijski general Nikolajević je po saznanju da je Njemačka zauzela Niš i da nadiru s juga ka Beogradu, njemačke oklopne divizije su već bile kod Jagodine, 150 km južno od Beograda, donio odluku o manevru svojih divizija, što je podrazumijevalo da se divizije povuku iz Srijema i Banata i koncetriraju južno od prijestolnice odakle se očekivao glavni njemački napad. Armijski general Nikolajević ovlastio je majora glavnog stožera Piletića da ovu naredbu o obrani prijestolnice s južne strane prenese svom zapovjedniku Dunavske oblasne divizije generalu Miletiću. Ali, čim su se divizije prebacile na južni sektor stigla je zapovijed Vrhovnog zapovjedništva Jugoslavenske vojske upućena Zapovjedništvu Beograda da se tijekom noći 12./13. travnja napusti glavni grad.
Glavnostožerni major Piletić dobio je zapovijed za miniranje beogradskih mostova, čije je rušenje predviđeno ratnim planom u slučaju evakuacije vojske iz glavnog grada, i za spaliti velike vojne zalihe sijena. Za vrijeme bombardiranja Beograda Njemačka je poštedila mostove, kao i veliki sjenik. Za njemačku vojsku beogradski su mostovi bili od velike važnosti, posebno za njihove motorizirane postrojbe koje su munjevito napredovale. Major Piletić zapovijedio je svojim vojnicima neka sruše mostove, što su i napravili 13. travnja u dva sata poslije ponoći, novi viseći most Viteški kralj Aleksandar I. (današnji Brankov most) i novi cestovno-željeznički most knez Pavle (današnji Pančevački most) našli su se na dnu svojih rijeka. Tijekom iste noći nadomak Beograda spaljen je i veliki sjenik, oko milijun kilograma sijena, čiji je plamen osvjetljavao grad. Dunavska oblasna divizija povukla se u pravcu Banje Koviljače na Drini. Majora Piletića je kapitulacija 16. travnja zatekla u Goraždu. Sutradan, 17. travnja major Piletić krenuo je na put u Boku, ali ostao je odsječen u Beranu, koji je Njemačka zauzela 18. travnja 1941. godine. Major Piletić izbjegao je da ga njemačke snage zarobe i vratio se u Beograd. Tijekom prvog vala okupacije, major Piletić bio je na liječenju u bolnici, gdje njemački osvajači još uvijek nisu provjeravali popise bolesnika. Ondje je bio pošteđen brojnih provjera koje su vojne ophodnje činile nad građanima na ulici. Za majorom Piletićem raspisale su tjeralicu banatski Nijemci iz Pančeva, čije su skupine pod zaštitom njemačke vojske tih dana krstarile gradom i tražile svoje predratne srpske progonitelje. Prije rata Piletić je ometao rad njemačke manjine u Pančevu i njihovu antijugoslavensku organizaciju Kulturbund. Folksdojčeri nisu uspeli pronaći majora.

## Istočna Srbija
Sredinom svibnja 1941. godine komunisti Budimir Tomović i Slobodan Škerović sastali su se po odobrenju partije s generalštabnim majorom Piletićem i predložili mu biti Glavni vojni instruktor Komunističke partije Jugoslavije. Piletić je ovaj prijedlog odbio, a komunisti su tek kasnije pronašli vojnog instruktora partije, drugog časnika iz glavnog stožera, Arsu Jovanovića. U svojim su redovima Piletića željeli vidjeti i ljotićevci i nedićevci, ali je on sve ponude uporno odbijao, sve osim jedne, ponude generalštabnog pukovnika Dragoljuba Mihailovića. Četničkim odredima pukovnika Dragoljuba Mihailovića Piletić se pridružio sredinom kolovoza 1941. godine. Upućen je u Istočnu Srbiju, gde je zapovijedao odredom, brigadom, korpusom, skupinom korpusa i na kraju sjeveroistočnim frontom.